# Aleksij II
Aleksij II, född Aleksej Michajlovitj Ridiger (ryska Алексей Михайлович Ри́дигер) den 23 februari 1929 i Tallinn, Estland, död 5 december 2008 i Peredelkino nära Moskva, Ryssland, var patriark av Moskva och andlig ledare för den Rysk-ortodoxa kyrkan 1990–2008.

## Liv och karriär
Aleksej Ridiger föddes i Tallinn 1929 som ättling till den tysk-baltiska adelsätten von Rüdiger som under 1700-talet hade konverterat till Rysk-ortodoxa kyrkan. Efter teologistudier i Leningrad, vigdes han till diakon 1950, och till präst samma år; samtidigt utsågs han till rektor för en kyrka i Tallinn. Samma år gifte han sig med Vera Aleksejeva, en prästdotter, men mindre än ett år senare begärde de skilsmässa.
1958 blev han ärkepräst, och 1959 dekan. Han avgav sina munklöften 1961, inträdde i Troitse-Sergijeva Lavra (Treenighetsklostret av Sankt Sergej), och utsågs till biskop av Tallinn och Estland. Tre år därefter upphöjdes han till ärkebiskop, och 1968, 39 år gammal, till metropolit av Novgorod och Leningrad.

### Patriark av Moskva
Sedan patriark Pimen I avlidit 1990, valdes Aleksij till hans efterträdare som rysk-ortodoxa kyrkans överhuvud. Då var kyrkan i Ryssland starkt försvagad efter Sovjetregimens förtryck under nästan hela 1900-talet, men under Aleksij II:s tid som patriark reste sig kyrkan i Ryssland och fick en maktposition som kunde mäta sig med den under tsartiden.

## Död och begravning

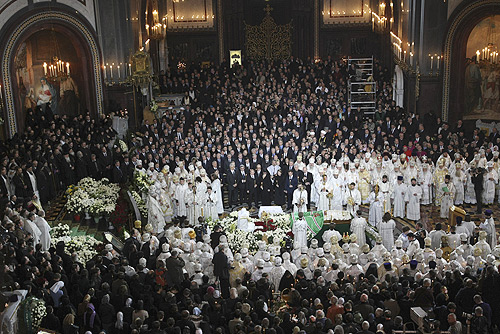
Begravningsceremonin i Kristus Frälsarens katedral.

Alexij II avled den 5 december 2008 i sitt i hem i Peredelkino utanför Moskva. Patriarkens begravning ägde rum i Kristus Frälsarens katedral i Moskva. Ceremonin var nästan åtta timmar lång, och sändes i rysk TV i stället för de ordinarie underhållningsprogrammen, utan reklamavbrott, på order av Rysslands president Dmitrij Medvedev. Bland begravningsgästerna fanns också bland andra Vladimir Putin. Då Aleksij II låg på lit de parade köade upp emot 50 000 människor i regn och kyla för att hedra honom en sista gång.